# L'orco - The Ogre
L'orco - The Ogre (Der Unhold) è un film del 1996 diretto da Volker Schlöndorff, tratto dal romanzo Il re degli ontani di Michel Tournier.

## Trama
Abel è un uomo semplice e gentile, e ama i bambini più di ogni altra cosa al mondo. Ma quando viene ingiustamente accusato di violenza su una bambina, la belligerante Francia non ha altra scelta che spedirlo al fronte. Caduto prigioniero dei tedeschi, verrà preso a benvolere proprio dai suoi carcerieri, addirittura venendo incaricato di "reclutare" bambini per la Gioventù hitleriana. Sarà allora che Abel inizierà a sospettare quanto quel gioco possa essere pericolosamente più grande di lui...